# Bhimnagar, Sedam
Bhimnagar là một làng thuộc tehsil Sedam, huyện Gulbarga, bang Karnataka, Ấn Độ.